# 栗原慶太
栗原 慶太（くりはら けいた、1993年1月10日 - ）は、日本のプロボクサー。東京都墨田区出身。一力ボクシングジム所属。現IBFアジアバンタム級王者。

## 来歴
小・中学校では野球をやっていて、ボクシングは高校1年生から始めた。
2011年4月6日、後楽園ホールで清水義之とフライ級4回戦を戦い、初回2分56秒TKO勝ちでデビュー戦を白星で飾ったが、8か月後に行われた試合では4回判定負けでプロ初黒星を喫した。
2017年3月10日、後楽園ホールでOPBF東洋太平洋バンタム級13位のエンゲルバード・モラルデと同級8回戦を行い、初回2分59秒TKO勝ちを収めた。この勝利でJBCの発表した最新ランキングで初めてバンタム級日本ランク入りを果たす。
2018年、結婚。
2018年12月24日、住吉区民センターでOPBF東洋太平洋バンタム級6位のストロング小林佑樹とOPBF東洋太平洋同級王座決定戦を行い、12回3-0（113-111×3）判定勝ちを収め王座獲得に成功した。
2019年5月10日、後楽園ホールでOPBF東洋太平洋バンタム級9位のワーリト・パレナスとOPBF東洋太平洋同級タイトルマッチを行い、初回35秒KO勝ちを収め初防衛に成功した。
2019年11月15日、後楽園ホールでIBFバンタム級4位のスックプラサード・ポンピタックと54.0kg契約8回戦を行い、2回1分58秒TKO勝ちを収めた。
2021年1月14日、後楽園ホールにて行われた「フェニックスバトル」で前WBC世界バンタム級暫定王者の井上拓真とOPBF東洋太平洋同級タイトルマッチを行い、9回負傷判定負けでOPBF王座防衛に失敗、王座から陥落した。
2021年10月19日、後楽園ホールでOPBF東洋太平洋バンタム級王者の中嶋一輝とOPBF東洋太平洋同級タイトルマッチを行い、3回52秒TKO勝ちを収め、王座返り咲きに成功した。
2022年5月20日、後楽園ホールで元IBF世界スーパーバンタム級王者の小國以載と同級10回戦を行うも、4回2分40秒負傷引き分けとなった。
2022年9月22日、後楽園ホールで開催された「あしたのジョーメモリアル2022」にて、OPBF東洋太平洋バンタム級13位の千葉開とOPBF東洋太平洋同級タイトルマッチを行い、12回50秒TKO負けしタイトル防衛に失敗、再度王座から陥落した。
2023年3月4日、後楽園ホールで開催された「ダイナミックグローブ」にてOPBF東洋太平洋バンタム級王者の千葉開とダイレクトリマッチを行い、2回2分7秒TKO勝ちを収め、再度王座返り咲きに成功した。
2023年10月12日、有明アリーナで開催された「FEDELTA presents TREASURE BOXING PROMOTION 4」にてビック・サルダールの実兄でOPBF東洋太平洋バンタム級9位のフローイラン・サルダールとOPBF東洋太平洋同級タイトルマッチを行い、初回1分TKO負けを喫し防衛に失敗、またも王座から陥落した。
2024年1月26日、セブ島のNUSTAR RESORT&CASINOで開催された「TREASURE BOXING PROMOTION 5」にて、OPBF東洋太平洋バンタム級タイトルマッチおよびIBFアジア同級王座決定戦としてOPBF東洋太平洋同級王者のフローイラン・サルダールとダイレクトリマッチで再戦し、8回1分13秒KO勝ちを収め4度目のOPBF王座戴冠とIBFアジア王座戴冠に成功した。
2024年7月22日、後楽園ホールで開催された「あしたのジョーメモリアル2024 FIGHTING BEE vol.3」でフィリピンバンタム級10位のエナン・ポルテスと同級8回戦を行い、8回2-1（78-74×2、74-78）の判定勝ちを収めたものの、ポルテスに攻められたこともあってストロング小林戦以来5年7ヶ月ぶりの判定勝ちとなった栗原は「俺は勝ってない」「本当に情けない」と涙ながらに謝罪した。
2024年8月13日、自身のSNSで現役続行を表明した。
2025年3月24日、後楽園ホールでOPBF東洋太平洋バンタム級暫定王者のケネース・ラバーとOPBF東洋太平洋同級王座統一戦を行うも、初回2分33秒TKO負けを喫し王座統一に失敗、ラバーの暫定王座を吸収できず王座から陥落した。

## 戦績
- プロボクシング：29戦 19勝 (16KO) 9敗 1分

| 戦           | 日付           | 勝敗 | 時間     | 内容         | 対戦相手                         | 国籍       | 備考                                                                 |
| ------------ | -------------- | ---- | -------- | ------------ | -------------------------------- | ---------- | -------------------------------------------------------------------- |
| 1            | 2011年4月6日   | ☆    | 1R 2:56  | TKO          | 清水義之（上滝）                 | 日本       | プロデビュー戦                                                       |
| 2            | 2011年10月31日 | ☆    | 4R 1:36  | TKO          | 鈴木洋平（T&T）                  | 日本       |                                                                      |
| 3            | 2012年1月30日  | ★    | 4R       | 判定 0-3     | コーヤ佐藤（伴流）               | 日本       |                                                                      |
| 4            | 2012年7月13日  | ★    | 4R 2:50  | TKO          | 藤井貴博（金子）                 | 日本       | 2012年度東日本ライトフライ級新人王予選                               |
| 5            | 2012年11月21日 | ☆    | 3R 2:05  | KO           | 岡田拓真（古口）                 | 日本       |                                                                      |
| 6            | 2014年3月7日   | ★    | 4R       | 判定 0-3     | 海老澤昇治（伴流）               | 日本       |                                                                      |
| 7            | 2014年7月7日   | ★    | 1R 0:52  | TKO          | 志賀弘康 (石神井スポーツ）       | 日本       |                                                                      |
| 8            | 2014年11月17日 | ☆    | 4R       | 判定 3-0     | 森下聖（新日本木村）             | 日本       |                                                                      |
| 9            | 2015年3月3日   | ☆    | 4R 0:38  | TKO          | 橘博文（渋谷三迫）               | 日本       |                                                                      |
| 10           | 2016年6月13日  | ☆    | 4R 0:44  | TKO          | 山口結人（K&W）                  | 日本       |                                                                      |
| 11           | 2016年9月13日  | ☆    | 5R 1:13  | TKO          | 小関準（伴流）                   | 日本       |                                                                      |
| 12           | 2016年12月12日 | ☆    | 3R 1:46  | TKO          | 仁平宗忍（ワタナベ）             | 日本       |                                                                      |
| 13           | 2017年3月10日  | ☆    | 1R 2:59  | TKO          | エンゲルバード・モラルデ         | フィリピン |                                                                      |
| 14           | 2017年6月19日  | ★    | 5R 2:06  | TKO          | 勅使河原弘晶（輪島功一スポーツ） | 日本       |                                                                      |
| 15           | 2017年12月1日  | ☆    | 2R 3:09  | KO           | ライアン・ルマカド               | フィリピン |                                                                      |
| 16           | 2018年5月11日  | ☆    | 1R 1:21  | TKO          | 渡部哲也（青木）                 | 日本       |                                                                      |
| 17           | 2018年8月11日  | ☆    | 3R 2:35  | TKO          | 田中一樹（グリーンツダ）         | 日本       |                                                                      |
| 18           | 2018年12月24日 | ☆    | 12R      | 判定 3-0     | ストロング小林佑樹（六島）       | 日本       | OPBF東洋太平洋バンタム級王座決定戦                                   |
| 19           | 2019年5月10日  | ☆    | 1R 0:35  | KO           | ワルリト・パレナス（森岡）       | フィリピン | OPBF防衛1                                                            |
| 20           | 2019年11月15日 | ☆    | 2R 1:58  | TKO          | スックプラサード・ポンピタック   | タイ       | 54.0kg契約8回戦                                                      |
| 21           | 2021年1月14日  | ★    | 9R 2:25  | 負傷判定 0-3 | 井上拓真（大橋）                 | 日本       | OPBF陥落                                                             |
| 22           | 2021年10月19日 | ☆    | 3R 0:52  | TKO          | 中嶋一輝（大橋）                 | 日本       | OPBF東洋太平洋バンタム級タイトルマッチ                               |
| 23           | 2022年5月20日  | △    | 4R 2:40  | 負傷         | 小國以載（角海老宝石）           | 日本       |                                                                      |
| 24           | 2022年9月22日  | ★    | 12R 0:50 | TKO          | 千葉開（横浜光）                 | 日本       | OPBF陥落                                                             |
| 25           | 2023年3月4日   | ☆    | 2R 2:07  | TKO          | 千葉開（横浜光）                 | 日本       | OPBF東洋太平洋バンタム級タイトルマッチ                               |
| 26           | 2023年10月12日 | ★    | 1R 1:00  | TKO          | フローイラン・サルダール         | フィリピン | OPBF陥落                                                             |
| 27           | 2024年1月26日  | ☆    | 8R 1:13  | KO           | フローイラン・サルダール         | フィリピン | OPBF東洋太平洋バンタム級タイトルマッチ IBFアジアバンタム級王座決定戦 |
| 28           | 2024年7月22日  | ☆    | 8R       | 判定 2-1     | レナン・ポルテス                 | フィリピン |                                                                      |
| 29           | 2025年3月24日  | ★    | 1R 2:33  | TKO          | ケネース・ラバー                 | フィリピン | OPBF東洋太平洋バンタム級王座統一戦 OPBF陥落                          |
| テンプレート |                |      |          |              |                                  |            |                                                                      |

## 獲得タイトル
- OPBF東洋太平洋バンタム級王座（1期目: 防衛1、2期目: 防衛0、3期目: 防衛0、4期目: 防衛0）
- IBFアジアバンタム級王座（防衛0）